# Krch-off band
J. H. Krchovský & Krch-off band je pražská kapela soustředěná kolem básníka J. H. Krchovského založena v roce 2006. Ten v ní zpívá a hraje na kytaru, dále v ní hrají například violoncellista Tomáš Schilla a baskytarista Tomáš Skřivánek. Své první album vydala v roce 2008 ve vydavatelství Guerilla Records pod názvem Naposled. Obsahuje patnáct zhudebněných básní J. H. Krchovského. Druhá deska, tvořená devíti písněmi, vyšla o osm let později pod názvem Jakože vůbec nic, opět ve vydavatelství Guerilla Records. Vydání alba bylo zčásti financováno přes crowdfundingovou kampaň.

## Členové
- J. H. Krchovský – kytara, zpěv
- Tomáš Schilla – violoncello
- Tomáš Skřivánek – baskytara
- Vojtěch Šeliga – klávesy
- Marek Brodský – bicí